# Schoology
Schoology es un sistema de administración del aprendizaje (LMS en sus siglas en inglés) para colegios que engloban primaria y secundaria, instituciones de educación más alta, y empresas que permite a sus usuarios crear, dirigir y compartir contenidos y recursos. También, es conocido como un gestor de contenidos web (CMS) o entorno virtual de aprendizaje, la plataforma basada en una nube proporciona herramientas para dirigir cualquier aula o aprendizaje semipresencial.

## De fondo
La plataforma Schoology fue diseñada por Jeremy Friedman, Ryan Hwang y Tim Trinidad en  2007 mientras estudiaban en la Universidad de Washington en St. Louis, MO. Originalmente fue diseñado para compartir notas. Su funcionalidad y características se siguen añadiendo y modificando.
Schoology aseguró su primera ronda institucional de  financiación capital en 1.250.000 dólares por Meakam Becker Venture Capital en junio de 2010, con una inversión de origen desconocido en 2009. En 2012, Schoology recaudó 6 millones de dólares en una ronda dirigida por Firstmark Capital, y en 2014, 15 millones de dólares en una ronda de financiación dirigida por Intel Capital.
En noviembre de 2014, Schoology tenía por encima de 9.5 millones de usuarios a través de 100,000 escuelas en 200 países alrededor del mundo.
En noviembre de 2015, Schoology anunció una nueva ronda de financiación de 32 millones de dólares, dirigida por JMI Equidad.

## El producto
Visualmente, es muy similar al entorno de Facebook y de más redes sociales populares, el servicio incluye  registros de asistencia, libro de notas en línea, tests y exámenes, y deberes. La interfaz de medios de comunicación social facilita la colaboración entre una clase, un grupo, o una escuela.  Schoology se puede integrar con el sistema de calificación actual del colegio, y además proporciona los filtros y soporte que los distritos escolares pueden requerir.
Schoology se ofrece a los educadores totalmente gratis. Los ingresos se generan con unos honorarios basados en el producto de la empresa que incluye add-ons premium como marca personalizada, análisis avanzado, Single Sign-On (SSO), e integración de datos con  sistemas de información estudiantil (SIS). También ofrece un sistema de Data Analytics. Las aplicaciones móviles nativas están disponibles para iOS, Android, y dispositivos Kindle. 
Como mejoras del producto, se han incluido notificaciones de mensajes, integraciones con Google Drive, Dropbox, y Evernote,  herramientas de aprendizaje Global (LTI), aplicaciones educativas y no educativas, una biblioteca compartida de recursos, análisis de datos y un importador de pruebas y concursos.
Los usuarios incluyen  San Juan USD, Campus de la Universidad Global de Colorado, Departamento de Defensa de la Actividad de Educación, el plan Ceibal de Uruguay, las Escuelas Públicas de Greenwich,  el distrito escolar independiente de Judson , Westminster Christian Academy, el distrito escolar de la escuela unificada de Palo Alto, las Escuelas Cempaka, y las Escuelas Públicas de Cincinnati.